# Ceratophryidae
Ceratophryidae là một họ động vật lưỡng cư trong bộ Anura. Họ này có 12 loài, phân bố tại khu vực Nam Mỹ.

## Phân loại học
Họ Ceratophryidae gồm các chi sau:
- Ceratophrys Wied-Neuwied, 1824 (8 loài)
- Chacophrys Reig và Limeses, 1963 (1 loài)
- Lepidobatrachus Budgett, 1899 (3 loài)